# Barca

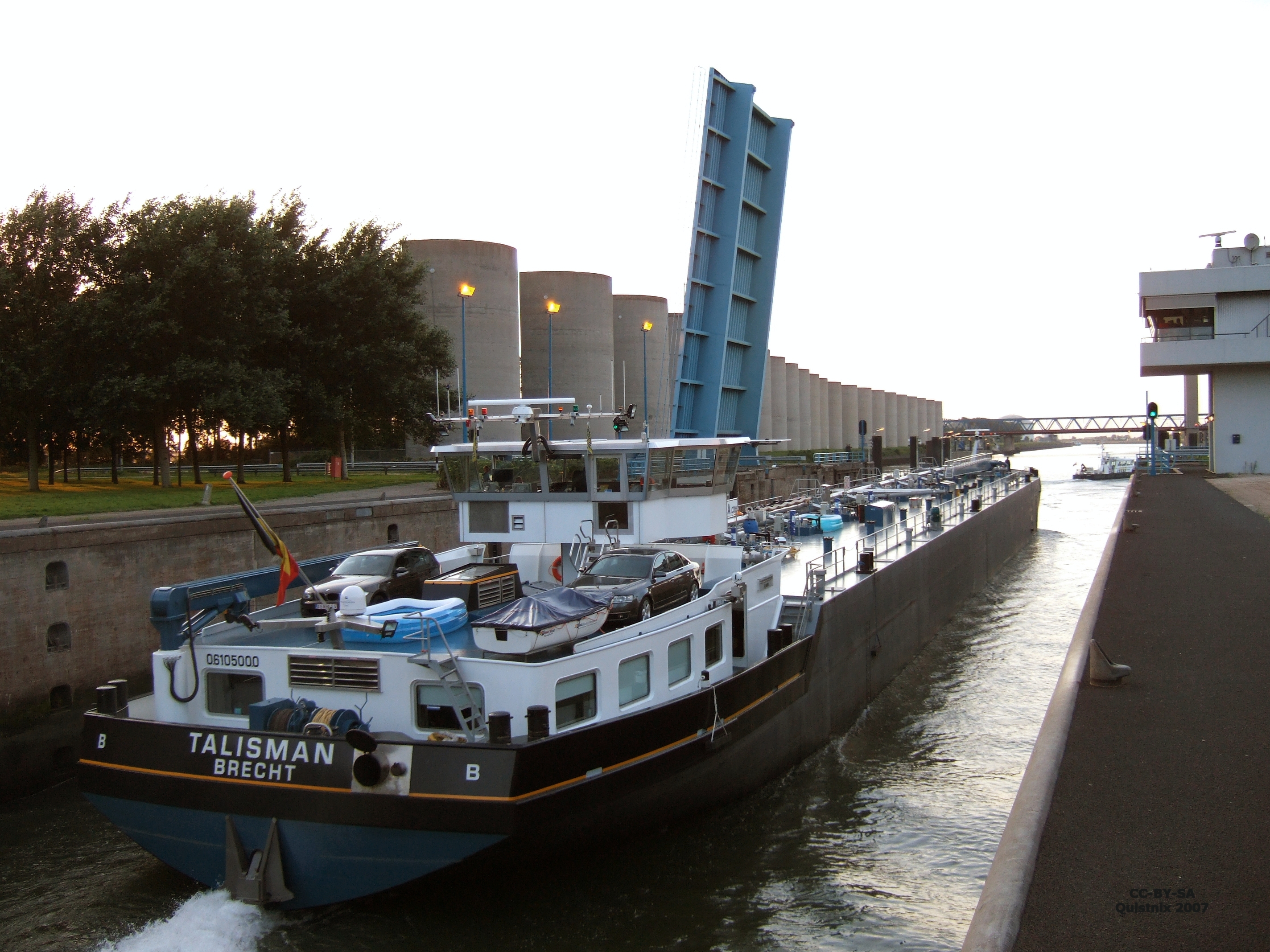
Uma barca belga.

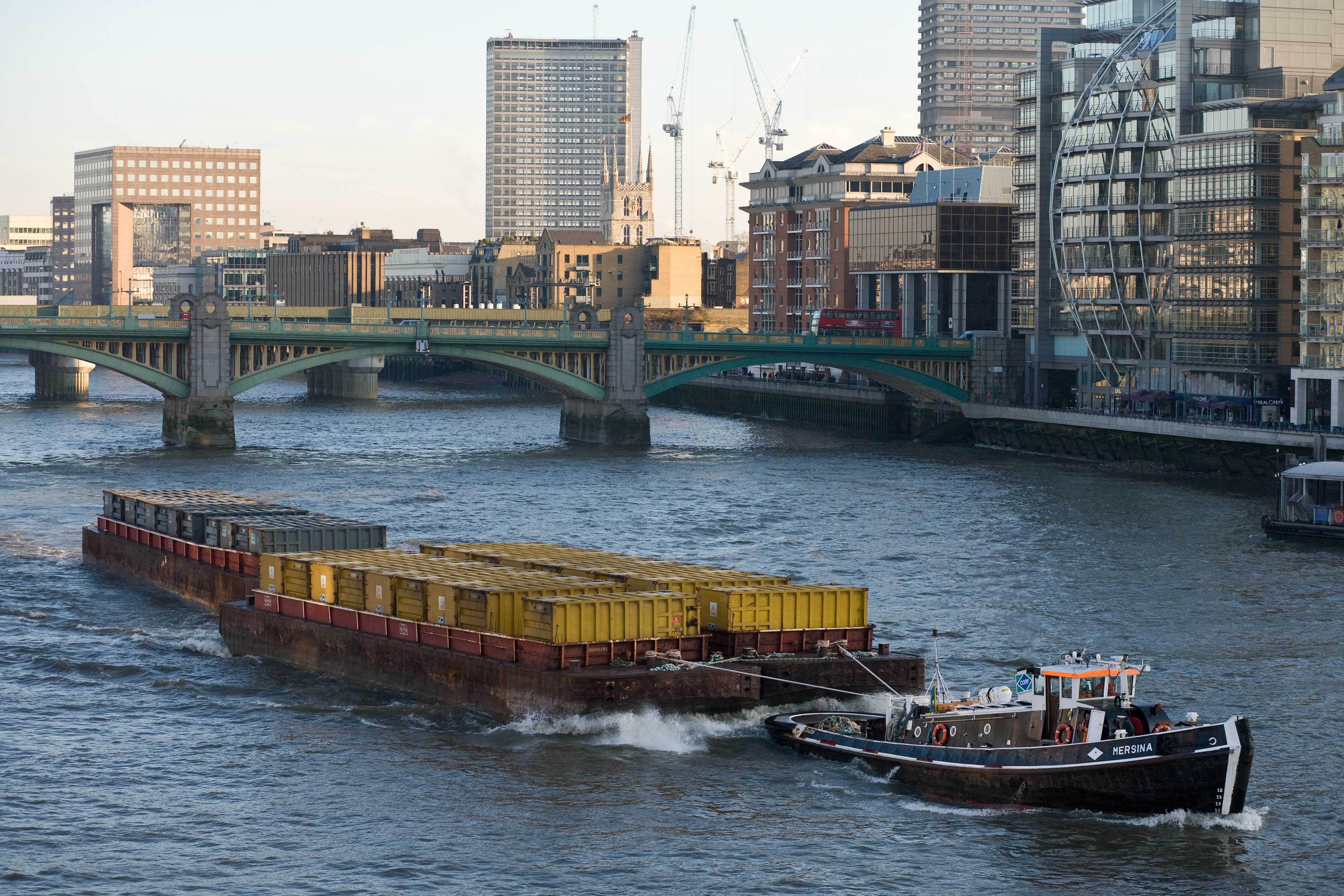
Uma barcaça, sendo levada por um navio menor, pelo Rio Tâmisa.

Barca é um termo que pode se referir a uma grande variedade de embarcaçõesː
- Pode se referir a um navio pequeno de madeira, com uma só coberta e um só mastro, que podia levar ou não cesto de gávea. Consoante o tipo, teria entre 10 a 20 metros de comprimento e 2,5 a 3,5 metros de boca (largura máxima). Este barco de boca aberta era usado em navegação costeira ou fluvial. Usada em viagens mais distantes, tinha uma coberta. A tripulação era composta de 8 a 20 homens. A vela era quadrada e abria-se suspensa numa verga colocada sobre o mastro. Esta vela quadrada chama-se também vela redonda porque enfunava com o vento e ficava arredondada como um balão. A barca destinava-se a viagens pequenas. Foi numa barca que Gil Eanes dobrou o Cabo Bojador em 1434.
- Pode se referir a uma antiga embarcação com três mastros latinos e gurupés.[1]
- Pode se referir a uma embarcação larga e de baixo calado, usada para transporte local de carga e passageiros em baías e enseadas.[1]

## Etimologia
"Barca" é um termo originário da língua egípcia, através do grego bâris, do termo latino baris, que gerou o diminutivo barica, que gerou o termo do latim vulgar barca.